# Manoir de Brulon
Le manoir de Brulon est un manoir situé à Restigné (Indre-et-Loire) et inscrit aux monuments historiques le 18 juin 1962.